# Lista comunelor din Tiaret

Harta Algeriei cu provincia Tiaret evidențiată

Din provincia Tiaret fac parte următoarele comune:
- Aïn Bouchekif
- Aïn Deheb
- Aïn El Hadid
- Aïn Kermes
- Aïn Zarit
- Bougara
- Chehaima
- Dahmouni
- Djebilet Rosfa
- Djillali Ben Omar
- Faidja
- Frenda
- Guertoufa
- Hamadia
- Ksar Chellala
- Madna
- Mahdia
- Mechraa Safa
- Medrissa
- Medroussa
- Meghila
- Mellakou
- Nadorah
- Naima
- Oued Lilli
- Rahouia
- Rechaiga
- Sebaïne
- Sebt
- Serghine
- Si Abdelghani
- Sidi Ali Mellal
- Sidi Bakhti
- Sidi Hosni
- Sougueur
- Tagdemt
- Takhemaret
- Tiaret
- Tidda
- Tousnina
- Zmalet El Emir Abdelkader